# Trillium miyabeanum
Trillium miyabeanum là một loài thực vật có hoa trong họ Melanthiaceae. Loài này được Tatew. ex J.Samej. miêu tả khoa học đầu tiên năm 1962.